# Puente Ava
El Puente Ava fue un puente de 16 tramos entre Ava y Sagaing, en la división de Mandalay, Birmania. Fue construido por los británicos en 1934. El puente fue destruido por el ejército británico en retirada durante la II Guerra Mundial y fue reconstruido en 1954 después de la independencia birmana. Fue el único puente en atravesar el río Irrawaddy hasta tiempos recientes, cuando una ola de construcción de puentes ha sido llevado a cabo por el gobierno, incluyendo el nuevo puente de Irrawaddy.
El puente se derrumbó parcialmente tras un terremoto de magnitud 7,7 el 28 de marzo de 2025.